# چشنیه
چشنیه (به لاتین: Trześnie) یک روستای لهستان در لهستان است که در Gmina Strzelin واقع شده‌است.